# Future Looks Good
«Future Looks Good» es una canción grabada por banda de rock-pop estadounidense OneRepublic para su cuarto álbum de estudio, Oh My My planificado para ser lanzado al mercado en el 7 de octubre de 2016.